# Bunchosia hookeriana
Bunchosia hookeriana är en tvåhjärtbladig växtart som beskrevs av Adrien Henri Laurent de Jussieu. Bunchosia hookeriana ingår i släktet Bunchosia och familjen Malpighiaceae. Inga underarter finns listade i Catalogue of Life.